# 상주 남장사 목조아미타여래삼존좌상
상주 남장사 목조아미타여래삼존좌상(尙州 南長寺 木造阿彌陀如來三尊坐像)은 대한민국 경상북도 상주시 남장사에 있는, 조선시대의 목조 불상이다. 2010년 2월 24일 대한민국의 보물 제1635호로 지정되었다.

## 개요
이 불상은 복장에서 발견된 조성원문에 따르면, 순치 2년(조선 인조 23, 1645)에 수많은 사부 대중의 참여하고, 지희(智熙)스님의 증명 아래 청허(淸虛), 영색(英賾), 현욱(玄旭), 천휘(天輝), 나흠(懶欽), 법찬(法燦) 등이 조성하였음을 알 수 있다.
이 불상 제작의 수조각승 청허는 17세기 대표적인 조각승 청헌(淸憲)과 동일 인물로 추정되는 인물이다. 이 불상은 17세기 전반기의 특징을 정확히 반영하고 있는데, 즉 양감이 강조된 방형의 큼직한 얼굴, 당당한 어깨, 넓고 안정된 무릎, 강직한 힘이 느껴지는 선묘를 추구하여 건장하면서도 평담한 형태미를 보여 주는데, 청헌의 작품과 양식적으로 흡사하다.
한편 이러한 형태미는 임진왜란 이후 자존심을 회복한 불교 재건사업과 맞물려 새롭게 대두된 양식적 경향으로 이해된다. 남장사 삼존상은 발원문을 통해 아미타·관음·대세지의 아미타삼존형식의 상으로 관음과 대세지 보살상의 착의형식에서 변화를 준 비교적 이른 시기의 작례이다.
또한 17세기를 대표하는 청허 유파에 의해 조성된 작품 중에서 비교적 연대는 늦어나 조각적 완성도가 가장 높은 대표작품으로 볼 수 있고, 조성연대가 분명하여 조선 후기 조각사 연구의 기준자료가 되는 귀중한 작품으로 평가되므로 조성원문과 더불어 국가지정문화재(보물)로 지정, 보호할 가치가 있는 것으로 평가되었다.

## 같이 보기
- 남장사

## 참고 자료
- 상주 남장사 목조아미타여래삼존좌상 - 국가유산청 국가유산포털